# Episodi di Little Murders by Agatha Christie (prima stagione)
La prima stagione della serie televisiva Little Murders by Agatha Christie si compone di 11 episodi trasmessi per la prima volta in Francia da France 2 tra il 2009 e il 2012.
In Italia è andata in onda dal 6 luglio al 14 settembre 2017 su Fox Crime, non rispettando l'ordine originale. In chiaro è andata in onda su LA7 a partire dal 30 giugno 2018. 
Tutti gli episodi sono adattamenti televisivi da romanzi di Agatha Christie.
| nº | Titolo originale          | Titolo italiano           | Romanzo                       | Prima TV Francia  | Prima TV Italia   |
| -- | ------------------------- | ------------------------- | ----------------------------- | ----------------- | ----------------- |
| 1  | Les meurtres ABC          | ABC                       | La serie infernale            | 9 gennaio 2009    | 6 luglio 2017     |
| 2  | Am stram gram             | Am stram gram             | Le due verità                 | 16 gennaio 2009   | 24 agosto 2017    |
| 3  | La plume empoisonnée      | La penna avvelenata       | Il terrore viene per posta    | 11 settembre 2009 | 14 settembre 2017 |
| 4  | La maison du péril        | Il pericolo senza nome    | Il pericolo senza nome        | 6 novembre 2009   | 7 settembre 2017  |
| 5  | Le Chat et les Souris     | Il gatto e il topo        | Macabro quiz                  | 8 settembre 2010  | 20 luglio 2017    |
| 6  | Je ne suis pas coupable   | Non sono colpevole        | La parola alla difesa         | 15 settembre 2010 | 13 luglio 2017    |
| 7  | Cinq petits cochons       | Cinque piccoli porcellini | Il ritratto di Elsa Greer     | 8 aprile 2011     | 31 agosto 2017    |
| 8  | Le Flux et le Reflux      | Flusso e riflusso         | Alla deriva                   | 15 aprile 2011    | 27 luglio 2017    |
| 9  | Un cadavre sur l'oreiller | Un cadavere sul cuscino   | C'è un cadavere in biblioteca | 28 ottobre 2011   | 17 agosto 2017    |
| 10 | Un meurtre en sommeil     | Omicidio nel sonno        | Addio Miss Marple             | 17 febbraio 2012  | 10 agosto 2017    |
| 11 | Le Couteau sur la nuque   | Il coltello sul collo     | Se morisse mio marito         | 14 settembre 2012 | 3 agosto 2017     |